# Protocol Data Unit
Inom datakommunikation och telekommunikation har termen Protocol Data Unit (PDU) följande innebörd:
En specifik mängd data, inkluderande eventuell kontroll- och adressinformation, utformad i enlighet med de regler som gäller för ett visst skikt i protokollstacken.
PDU kopplas vanligen samman med OSI-modellen och kan exemplifieras enligt följande:
```
 1. Lager 1 PDU:n är en enskild 
bit

 2. Lager 2 PDU:n är 
ramen
, exempelvis för 
Ethernet
, eller 
cellen
 för 
ATM

 3. Lager 3 PDU:n är 
paketet
, vanligen för protokollet 
IP

 4. Lager 4 PDU:n är 
segmentet
, vanligen för protokollen 
TCP
 eller 
UDP
```

PDU:n på nivå 5 och högre kallas kort och gott data.